# Korsresningen
| Flygeldörrarnas utsida visar helgonen Amandus och Valborg till vänster och Katarina av Alexandria och Eligius till höger. |  | Flygeldörrarnas utsida visar helgonen Amandus och Valborg till vänster och Katarina av Alexandria och Eligius till höger. |
| Flygeldörrarnas utsida visar helgonen Amandus och Valborg till vänster och Katarina av Alexandria och Eligius till höger. |  | |

Korsresningen (nederländska: De Kruisoprichting) är en oljemålning på ett altarskåp av den flamländske barockkonstnären Peter Paul Rubens. Den målades 1610–1611 och är sedan 1815 utställd i Vårfrukatedralen i Antwerpen.

## Motivet
Korsresningen är en av Rubens mest imponerande verk och ett perfekt exempel på barockens kännetecken: dramatik, rörelse, ljuskontraster (chiaroscuro) och emotionell intensitet. 

### Corpus
Målningen är en triptyk, bestående av tre paneler, där mittstycket (corpus) skildrar Jesu korsfästelse på Golgata. Den visar det avgörande ögonblicket då han lyfts upp på korset, omgiven av en tumultartad scen med soldater, bödlar och åskådare. Han är placerad diagonalt i bildrummet, vilket skapar en stark rörelsekänsla. Hans kropp är kraftfull och skulptural och liknar Michelangelos muskulösa figurer från Sixtinska kapellet. De män som lyfter korset kämpar med dess tyngd, deras muskler är spända av ansträngning. Den dramatiska ljussättningen som erinrar om Caravaggio visar Jesu kropp lyses upp mot en mörk bakgrund, vilket framhäver hans centrala roll i kompositionen.  

### Sidopanelerna
I den vänstra sidopanelen skildras ett antal sörjande åskådare, däribland en bakåtlutad kvinna med ett barn i famnen som möjligen är Maria från Magdala. I bakgrunden står aposteln Johannes och Jungfru Maria. Den högra sidopanelen visar soldater, varav den närmsta är hästburen, som för fram de två rövarna som också ska korsfästas. I det apokryfa Nikodemusevangeliet namnges rövarna som Gestas och Dismas. 

### Flygeldörrarnas utsida
Flygeldörrarna är också bemålade på utsidan. Dessa bilder, som syns när altarskåpet är stängt, skildrar helgonen Amandus och Valborg till vänster och Katarina av Alexandria och Eligius till höger. Amandus, som är Flanderns skyddshelgon, avbildas i en utsökt smyckad biskopsskrud och med en kräkla i handen. Bakom honom står Valborg som var skyddshelgon till den kyrkan som beställde målningen av Rubens. Katarina känns igen på sina attribut svärdet (som hon halshöggs med) och martyrernas palmkvist. Även Eligius håller en kräkla i handen. Ovanför helgonen svävar putti redo att placera mitror på Amandus och Eligius huvuden för att bekräfta deras biskopsvärdighet. 

## Målningensproveniens
Korsresningen beställdes av kyrkan Sint-Walburgiskerk(en) i Antwerpen. Tillsammans med Rubens-målningen Korsnedtagningen stals altarskåpet 1794 av franska revolutionsarmén och fördes till Paris. Fransmännen stängde 1798 Sint-Walburgiskerk och kort därefter revs kyrkan. Efter Napoleonkrigen återlämnades målningarna 1815 till Antwerpen och placerades då i Vårfrukatedralen. Korsresningen och Korsnedtagningen stals igen 1914 under första världskrigets inledning och fördes av tyska trupper till Berlins stadsslott där de förvarades till 1918 då de återlämnades till Antwerpen.

## Konstnären och relaterade målningar
Rubens var en av de mest framstående flamländska barockmålarna och inspirerades av italienska mästare som Leonardo da Vinci, Michelangelo, Tizian och Caravaggio. Under sin tid i Italien tog han intryck av den dramatiska chiaroscuro-tekniken (starka ljus- och skuggeffekter) och den heroiska figurkompositionen. Efter en åttaårig vistelse i Italien återvände Rubens till Antwerpen 1608 där han året därpå utnämndes till hovmålare åt Albrekt VII av Österrike och Isabella Clara Eugenia av Spanien som var ståthållare i Spanska Nederländerna. Korsresningen var en av de första målningar som Rubens utförde efter hemkomsten.  
Rubens målade flera versioner av Korsresningen, till exempel äger Louvren en förberedande skiss som dateras 1609–1610 och Art Gallery of Ontario(en) en mindre kopia (72,1 × 132,7 cm) som dateras till cirka 1638. I Vårfrukatedralen i Antwerpen finns flera verk av Rubens: Kristi uppståndelse (1611–1612), Korsnedtagningen (1612–1614) och Jungru Marie himmelsfärd (1626).

## Bildgalleri

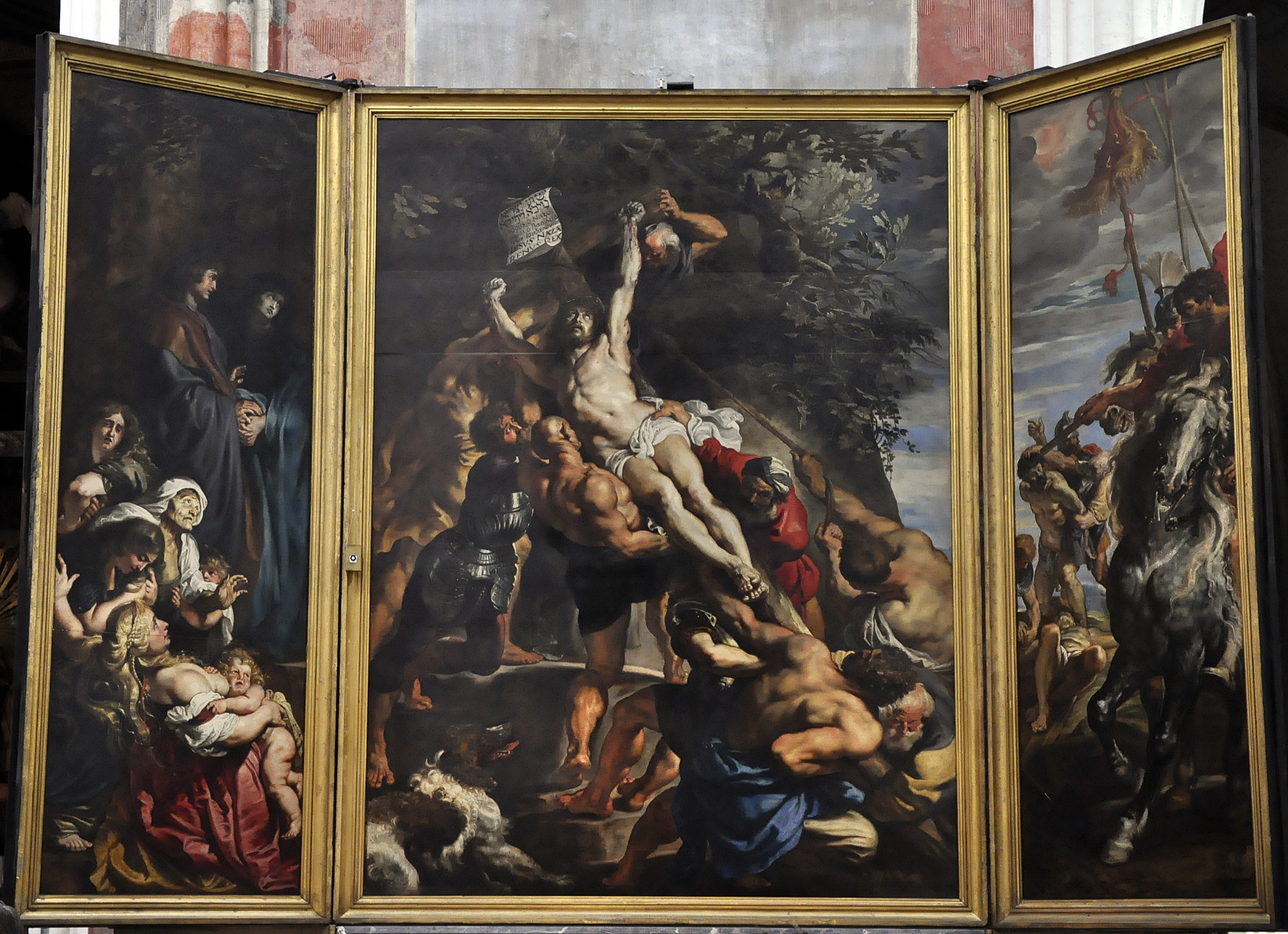
Rubens Korsresningen med utfällda flygeldörrar i Vårfrukatedralen.
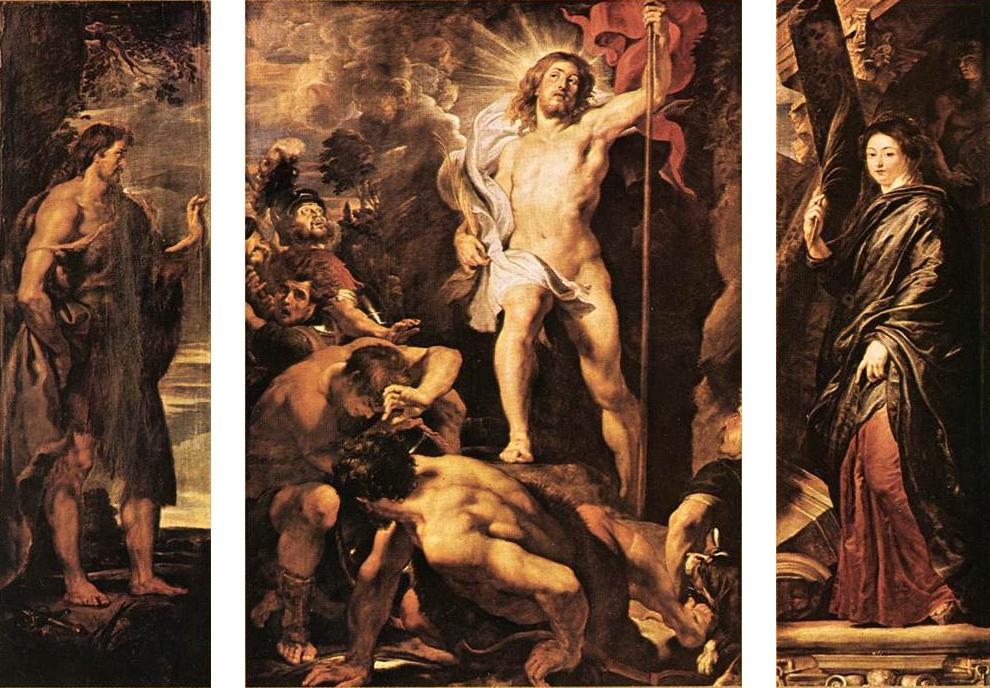
Rubens Kristi uppståndelse (1611–1612), Vårfrukatedralen.
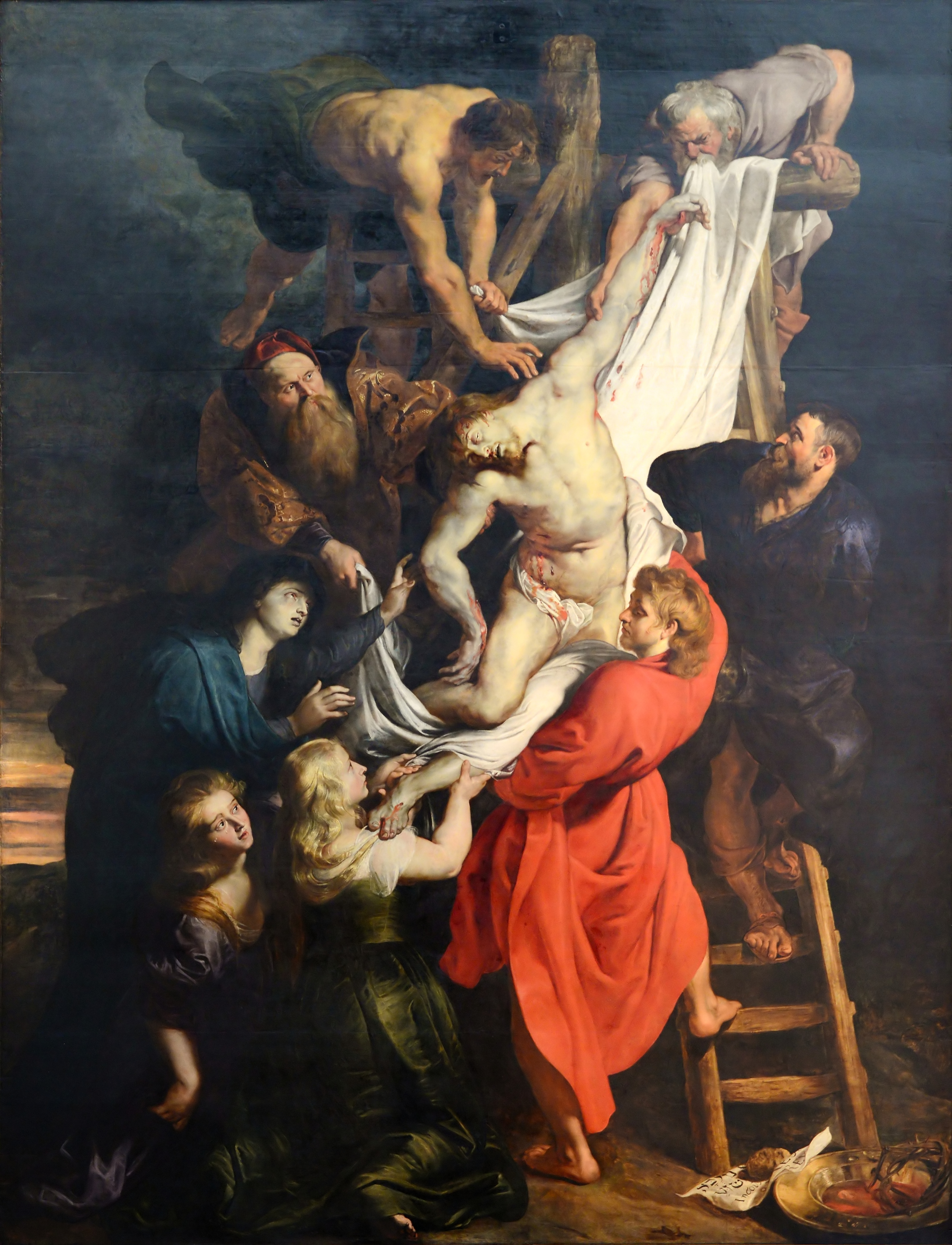
Rubens Korsnedtagningen (1612–1614), Vårfrukatedralen.
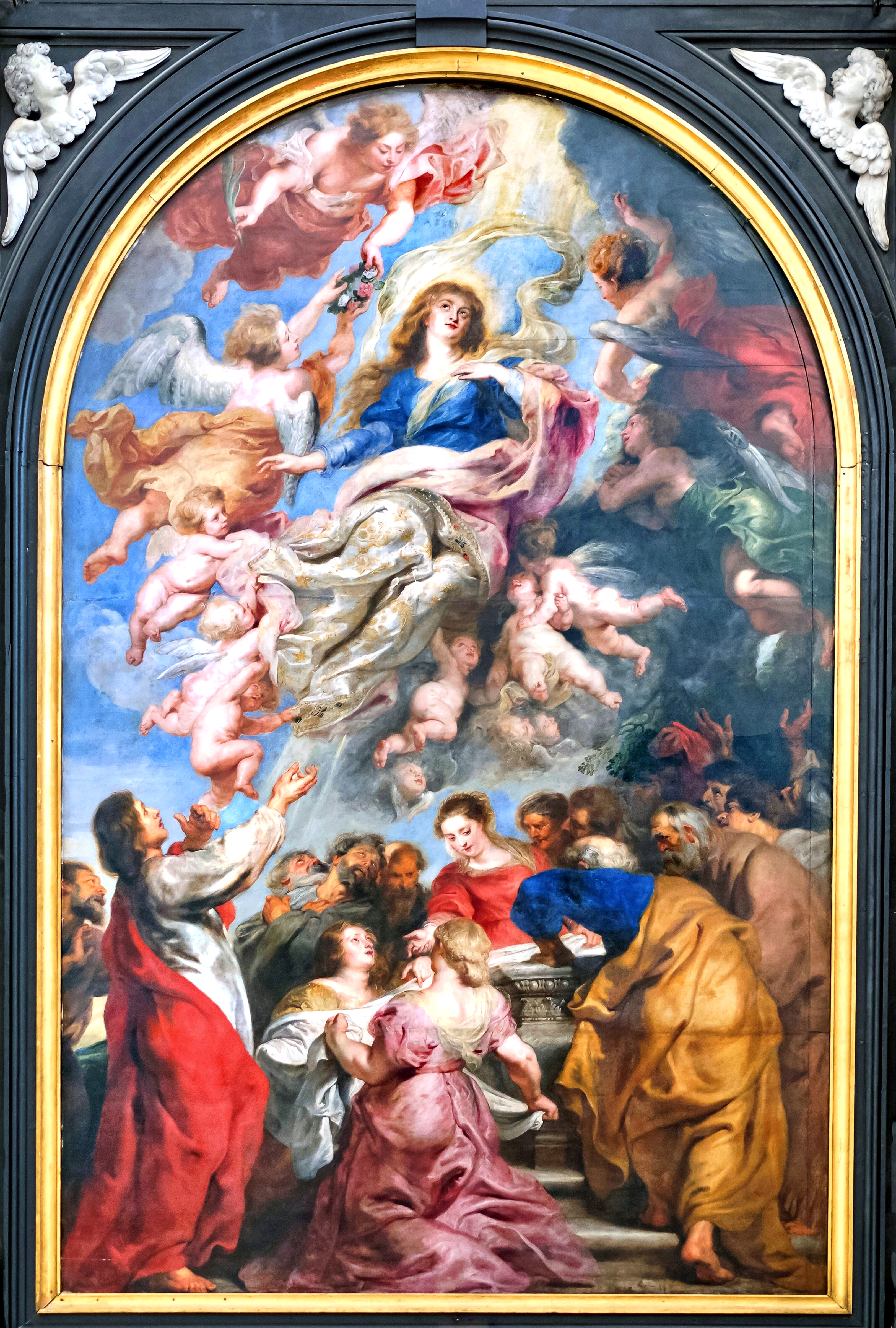
Rubens Jungru Marie himmelsfärd (1626), Vårfrukatedralen.